# أرفيد كرامر
أرفيد كرامر (بالإنجليزية: Arvid Kramer)‏ مواليد 2 أكتوبر 1956 في فولدا، هو لاعب كرة سلة أمريكي معتزل. بدأ مسيرته الاحترافية في سنة 1980. تم اختياره من قبل فريق يوتا جاز خلال الدرافت. حمل الرقم 41. يبلغ طوله 6 قدم 9 بوصة (2.1 م). اعتزل اللعب في 1996.

## المسيرة الاحترافية
لعب مع دنفر ناغتس في سنة 1980، ثم لعب مع منز سانا 1871 باسكت في موسم 1980–1981، ثم لعب مع باير جاينتز ليفركوزن في موسم 1982–1983، ثم لعب مع تليكوم باسكتس بون في الدوري الألماني في موسم 1995–1996.

## روابط خارجية
- أرفيد كرامر على موقع إن بي أي (الإنجليزية)
- أرفيد كرامر على موقع سبورتس رفرنس (الإنجليزية)
- أرفيد كرامر على موقع ريلجم (الإنجليزية)
- أرفيد كرامر على موقع بروبوليرز (الإنجليزية)